# Uniwersytety na Węgrzech
Lista państwowych uniwersytetów na Węgrzech
| Zdjęcie                               | Nazwa uczelni                                                                                   | Skrótowiec | Siedziba  | Założenie | Odnowienie | Witryna internetowa                                                      | Liczba studentów |
| ------------------------------------- | ----------------------------------------------------------------------------------------------- | ---------- | --------- | --------- | ---------- | ------------------------------------------------------------------------ | ---------------- |
| 1093 Budapest, Fővám tér 8.           | Uniwersytet Korwina w Budapeszcie Budapesti Corvinus Egyetem                                    | BCE        | Budapeszt | 1920      | 1948, 1990 | www.uni-corvinus.hu                                                      | 17 900           |
|                                       | Uniwersytet Techniczno-Ekonomiczny w Budapeszcie Budapesti Műszaki és Gazdaságtudományi Egyetem | BME        | Budapeszt | 1782      |            | http://www.bme.hu                                                        | 24 000           |
| 4010 Debrecen, Egyetem tér 1.         | Uniwersytet w Debreczynie Debreceni Egyetem                                                     | DE         | Debreczyn | 1528      | 1912       | http://www.unideb.hu                                                     | 26 000           |
| 1053 Budapest, Egyetem tér 1-3        | Uniwersytet Loránda Eötvösa Eötvös Loránd Tudományegyetem                                       | ELTE       | Budapeszt | 1635      | 1777, 1950 | http://www.elte.hu                                                       | 32 000           |
|                                       | Uniwersytet w Kaposvárze Kaposvári Egyetem                                                      | KE         | Kaposvár  | 1961      |            | https://web.archive.org/web/20080703045407/http://www.atk.u-kaposvar.hu/ |                  |
| 3515 Miskolc-Egyetemváros             | Uniwersytet w Miszkolcu Miskolci Egyetem                                                        | ME         | Miszkolc  | 1735      | 1949       | http://www.uni-miskolc.hu                                                | 15 000           |
| 7633 Pécs, Szántó Kovács János u. 1/b | Uniwersytet w Peczu Pécsi Tudományegyetem                                                       | PTE        | Pecz      | 1367      | 1923, 2000 | http://www.pte.hu                                                        | 34 800           |
|                                       | Uniwersytet Semmelweisa w Budapeszcie Semmelweis (Orvostudományi) Egyetem                       | SE         | Budapeszt | 1769      | 1969       | https://web.archive.org/web/20210517154143/http://usn.hu/                | 11 000           |
| 6720 Szeged, Dugonics tér 13.         | Uniwersytet Segedyński Szegedi Tudományegyetem                                                  | SZTE       | Segedyn   | 1872      | 1921, 2000 | http://www.u-szeged.hu                                                   | 30 600           |
| H-8200 Veszprém, Egyetem u. 10.       | Uniwersytet Panoński Pannon Egyetem                                                             | VE         | Veszprém  | 1949      |            | www.uni-pannon.hu                                                        | 11 100           |